# Segis y Olivio
Segis y Olivio, traperos de alivio, son personatges de ficció i una sèrie de còmic, creats per Jaume Rovira (1951) es van publicar per primer cop el 1971 a la revista Mortadelo. A la dècada dels anys 80, en algunes publicacions el títol, és Segis y Olivio sense la falca, "traperos de alivio".

## Argument
Com ve diu la falca del títol l'ofici dels protagonistes és el de drapaires. Segis és el cap i Olivio l'aprenent. El cap, és un personatge malhumorat, que no dubte de renyar al seu ajudant, el sol acusar de gandul i la relació és la de cap malhumorat i ajudant resignat, Entre els dos protagonistes, no hi falten les batusses, ni les situacions picaresques, malgrat això la seva relació és de competitivitat i una certa camaraderia.
En el seu dia a dia, s'enfronten a situacions surrealistes i fantàstiques. Com a exemple, a una de les historietes, Olivio troba una vareta màgica, li demana desitjos, i aquesta els hi concedeix. (Aquesta pàgina es va editar a la revista Mortadelo núm. 36 (1971)).
Segis és un personatge desconfiat i calculador, el punt contradictori li dona la seva afició a la poesia que d'alguna manera li dona un punt de tendresa. L'Olivio és un personatge ple de bones intencions, i una mica despistat. En un principi el seu cap el sotmet a una gran pressió laboral, però amb el temps aquesta relació es torna més d'igual a igual. Si mes no amb l'aspecte de buscar estratagemes per fer-se la guitza l'un a l'altre.
A les històries de Segis i Olivio, ells dos són els principals protagonistes i rarament hi trobem personatges secundaris.

## Autor
L'autor és Jaume Rovira i Freixa (Sentmenat, Vallès Occidental, 29 de juny de 1951)
Aquest dibuixant de còmics, entre d'altres, es forma a l'anomenada Escola Bruguera.
Un dels seus mestres fou Josep Escobar, de qui va rebre classes de còmic i caricatura. Un altre dibuixant que influí en la seva obra fou, Manuel Vázquez.

## Publicacions
Publicacions on s'ha publicat el Personatge
| Publicació         | Any de Publicació | Editorial                           | Als Numeros      | Notes                                       |
| ------------------ | ----------------- | ----------------------------------- | ---------------- | ------------------------------------------- |
| Super Pulgarcito   | 1970              | Editorial Bruguera                  | Diversos números |                                             |
| Mortadelo          | 1972              | Editorial Bruguera                  | Diversos números |                                             |
| Mortadelo Especial | 1975              | Editorial Bruguera                  | Diversos números |                                             |
| Mortadelo          | 1984              | Editorial Bruguera                  | Diversos números |                                             |
| Olé!               | 1988              | Ediciones B                         | V 4 323          | Títol: Segis y Olivio Regreso de vacaciones |
| Segis y Olivio     | 2009              | R.B.A. Promotora de Ediciones, S.A. | 35               | Col·lecció: Clásicos del humor              |